# Dicolonus medius
Dicolonus medius är en tvåvingeart som beskrevs av Adisoemarto och Wood 1975. Dicolonus medius ingår i släktet Dicolonus och familjen rovflugor. Inga underarter finns listade i Catalogue of Life.